# Белотинці
Бело́тинці (болг. Белотинци) — село в Монтанській області Болгарії. Входить до складу общини Монтана.

## Населення
За даними перепису населення 2011 року у селі проживала 451 особа, з них 448 осіб (99,6%) — болгари.
Розподіл населення за віком у 2011 році:
Динаміка населення: